# 八王子町 (名古屋市)
八王子町（はちおうじちょう）は、愛知県名古屋市中川区の地名。

## 歴史

### 沿革
- 1953年（昭和28年）7月1日 - 中川区野田町・打出町の各一部により、同区八王子町が成立[3]。
- 1984年（昭和59年）11月3日 - 中川区野田二丁目・打中一丁目・打出一丁目にそれぞれ編入され消滅[3]。